# مغر الطحين
يقع مغر الطحين على بعد 800م. شمال معابد بعلبك.

## استعماله
استعمل هذا الموقع كمقلع لاستخراج الأحجار في الفترات السابقة حيث اكتشف آثار أدوات للقلع وتحديد مقاسات للأحجار التي تم استخراجها منه، كما أعيد استعمال هذا الموقع قي فترات لاحقة كمدافن.

## التسمية
أطلق عليه تسمية مغر الطحين نسبة لنوعية الصخر الكلسية التي تعرضت للتفتت نتيجة عوامل الطقس وتركت هذا الاثر المشابه للطحين.

## تاريخه
بحسب البروفسور جانين عبد المسيح (الجامعة اللبنانية) فان بعض الاكتشافات تشير إلى عمر المغر حيث نحتت كتابات رومانية على جدرانه.